# Spoorlijn 106
Spoorlijn 106 was een Belgische spoorlijn die Lembeek met Écaussinnes verbond, de spoorlijn was 21,7 km lang.

## Geschiedenis
In 1884 werd de spoorlijn geopend, 21 januari Klabbeek - Virginal en 20 mei Lembeek - Klabbeek en Virginal - Ecaussines en had als lijnnummer 107. 
Reizigersverkeer werd opgeheven op 3 juni 1984. Het baanvak Klabbeek - Ecaussines werd opgebroken in 1989. 

## Huidige toestand
Het traject tussen Lembeek en Klabbeek is nog in gebruik voor het goederenverkeer. Tussen Klabbeek en Ecaussines zijn de sporen opgebroken. Op dit traject zijn op sommige stukken een geasfalteerd fiets- en wandelpad aangelegd. Een overblijfsel is de brug over de weg naar Henripont in Ecaussines. De brug is in zeer slechte staat en niet toegankelijk.

## Aansluitingen
In de volgende plaatsen is of was er een aansluiting op de volgende spoorlijnen:
Lembeek
Spoorlijn 96 tussen Brussel-Zuid en Quévy
Klabbeek
Spoorlijn 115 tussen Eigenbrakel en Roosbeek
Écaussinnes
Spoorlijn 107 tussen Écaussinnes en Y Saint-Vaast
Spoorlijn 117 tussen 's-Gravenbrakel en Luttre